# Cleora rasanaria
Cleora rasanaria är en fjärilsart som beskrevs av Swinhoe 1915. Cleora rasanaria ingår i släktet Cleora och familjen mätare. Inga underarter finns listade i Catalogue of Life.